# Centrolene notostictum
Centrolene notostictum är en groddjursart som beskrevs av Pedro M. Ruiz-Carranza och Lynch 1991. Centrolene notostictum ingår i släktet Centrolene och familjen glasgrodor. IUCN kategoriserar arten globalt som livskraftig. Inga underarter finns listade i Catalogue of Life.